# Cap Skirring

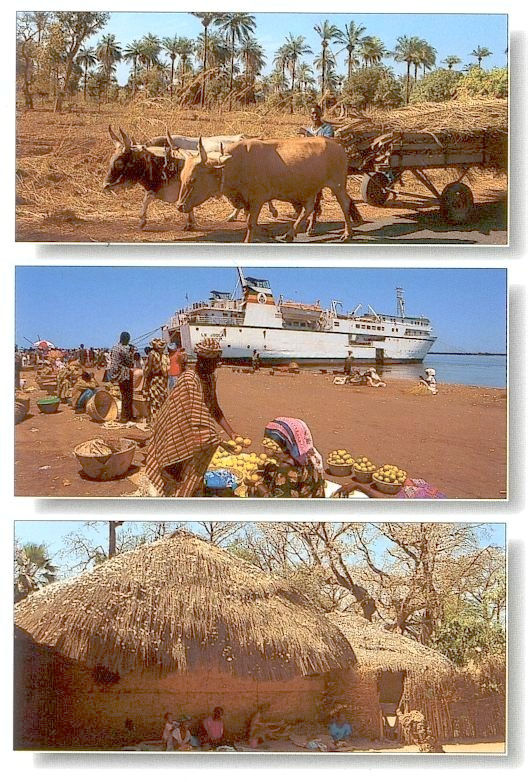
Cap Skirring

Cap Skirring liegt an der Atlantikküste der Casamance im Süden des Senegal, nahe der Grenze zu Guinea-Bissau. Es ist als internationales Touristikzentrum bekannt und wird vor allem von französischsprachigen Menschen besucht.

## Geschichte
Eigentlich ein traditionelles Fischerdorf, wurde Cap Skirring von aus Ziguinchor kommenden Franzosen Anfang der 1960er Jahre als Urlaubsregion entdeckt. Zu dieser Zeit war Cap Skirring noch von dichten Wäldern umgeben und hatte regional fast keine Bedeutung.
Ende der 1960er Jahre wurde durch Mitglieder des Aéroclub de Ziguinchor eine unbefestigte Landepiste für einen kleinen Flughafen angelegt. Das richtete die Aufmerksamkeit des Club Méditérranée auf den Ort, aus dem die Gesellschaft mit dem Einverständnis der damaligen senegalesischen Regierung unter Léopold Sédar Senghor 1973 begann, die dort lebenden Menschen umzusiedeln, um vor Ort eine Ferienanlage errichten zu können.
Die Landepiste wurde verlängert und befestigt, um auch größere Jets beispielsweise aus Dakar oder direkt aus Europa, wie aus Paris, Marseille usw. abfertigen zu können. Der internationale Flughafen Cap Skirring trug sehr zum Erfolg dieser Urlaubsregion bei und zog weitere große Hotels an.
Die politischen Unruhen aufgrund des separatistischen Casamance-Konfliktes mit der senegalesischen Regierung haben bis 1990 dem Wachstum und Erfolg Cap Skirrings als Urlaubsregion keinerlei Abbruch getan. Seitdem kommen jedoch immer weniger Touristen, wenn auch der Badeort in der Casamance als letzter Rest der Heilen Welt gilt. Der Konflikt kann hier weitgehend ausgeblendet werden. Gleichwohl mussten wegen des abnehmenden Tourismus bis 2013 mehrere Hotels schließen. Noch immer beschäftigt der Club Med für sechs Monate im Jahr gut die Hälfte des ganzen Dorfes. Wenn es in der Nebensaison keine Arbeit im Club gibt, kümmern sich die Menschen um ihre Felder oder um die Fischerei.

## Geographie

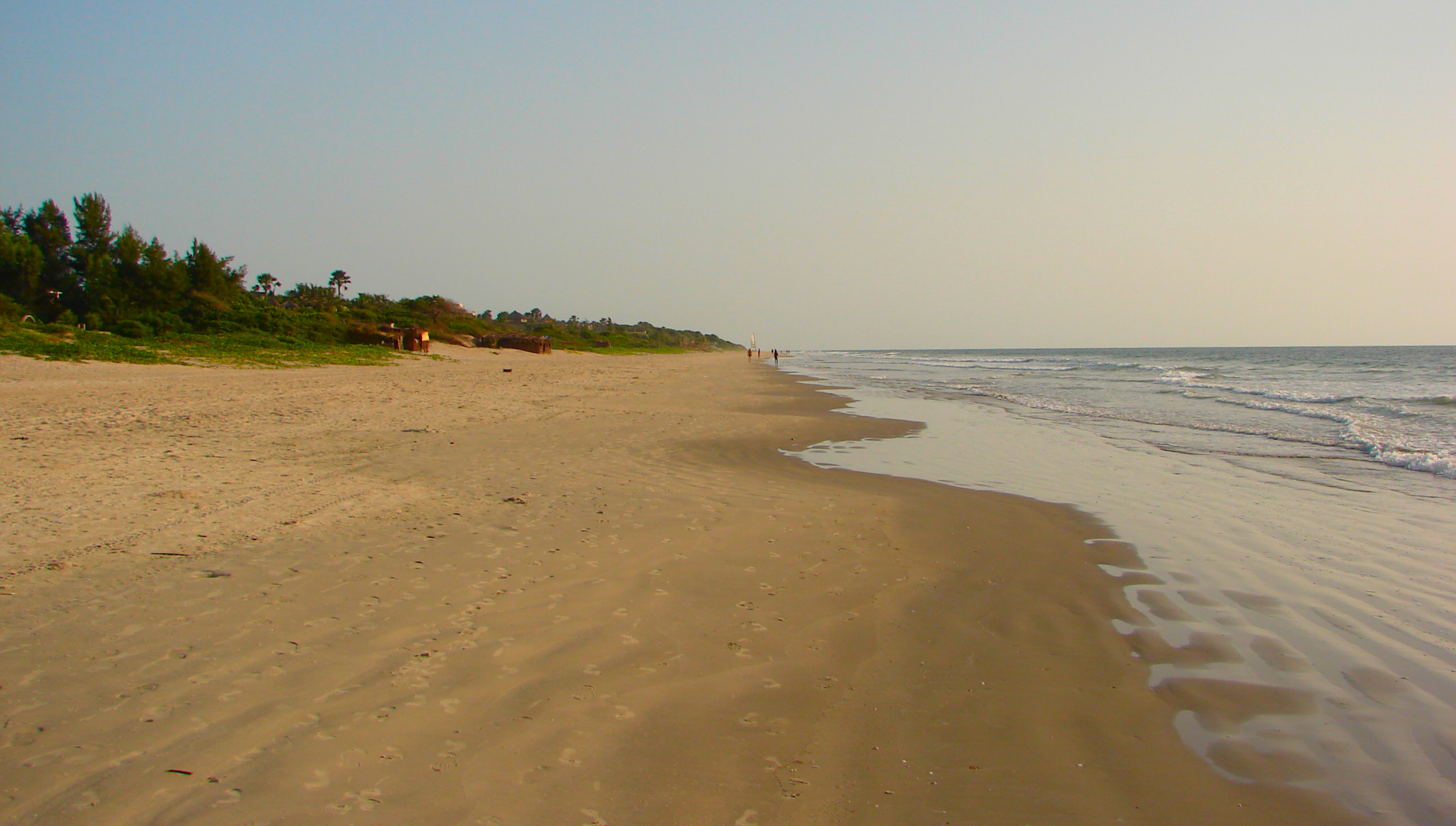
Strand von Cap Skirring

Cap Skirring liegt im Département Oussouye etwa 70 Kilometer westsüdwestlich der Regionalpräfektur Ziguinchor nahe der Grenze zu Guinea-Bissau und etwa 85 Kilometer in südwestlicher Richtung von Bignona. Die Siedlungen am Cap Skirring sind Teil der Communauté rurale Diembéring im Arrondissement Kabrousse.
Der Sandstrand ist sehr feinkörnig und das Wasser immer angenehm warm und spürbar salzhaltig. Geschützt wird dieser Abschnitt durch einen nördlich gelegenen Fels vulkanischen Ursprungs, der weit in die Brandung hinein reicht.
Die Hauptsaison beschränkt sich auf die sechs Monate Trockenzeit, da sich in der Regenzeit Moskitos sehr stark vermehren. Auch muss täglich mit Starkregenfällen gerechnet werden, die von Stürmen begleitet sind. Für eine jährlich kurze Periode kann auch die Portugiesische Galeere am Strand auftreten.

### Geologie
Es gibt Nachweise für ein sehr altes vulkanisches System im Raum Cap Skirring. Gerade die Präsenz dieser vulkanischen Felsen, die bis weit ins Meer hinein ragen, führt zu den hervorragenden Eigenschaften des Strandes.